# L'Écho des montagnes
Pour plus de détails, voir Fiche technique et Distribution.
L'Écho des montagnes (en Autriche Echo der Berge ; en Allemagne Der Förster vom Silberwald) est un heimatfilm ouest-germano-autrichien réalisé par Alfons Stummer (de) et sorti en 1954.
Le film est un immense succès en Autriche et en Allemagne de l'Ouest, où il réunit quelque 28 millions de spectateurs dans les salles, ce qui représente un nombre d'entrées encore inégalé au box-office ouest-allemand. Avec La Fiancée de la Forêt-Noire et Ma verte bruyère, il est l'un des grands classiques fondateurs du genre heimatfilm ou « films du terroir », des mélodrames centrés sur les paysages alpins et le besoin de protection des biotopes contre l'industrialisation moderne.
Le film a eu une suite sortie en 1957 intitulée La Forêt d'argent (Der Wilderer vom Silberwald), cette fois réalisée par Otto Meyer (de).

## Synopsis
Hubert Gerold, le nouveau garde forestier de la forêt d'argent (Silberwald en VO), lutte avec succès contre le déboisement de la forêt avec l'aide du conseiller municipal Leonhard. Il obtient du conseil municipal que les terrains à bâtir du village soient vendus à la place de la forêt.
Lors d'un bal de chasseurs, Hubert fait la connaissance de la petite-fille du conseiller, Liesl Leonhard. Elle est sculptrice à Vienne et a accepté l'invitation de son grand-père à se rendre dans les montagnes styriennes. Hubert l'emmène dans ses traques et lui fait découvrir les beautés de la forêt d'argent. C'est alors que son collègue et admirateur, Max Freiberg, débarque de Vienne. Lorsqu'il se rend compte que Liesl est entre-temps amoureuse du chasseur et qu'il n'obtient en outre aucune autorisation de chasser de la part d'Hubert, il braconne le plus magnifique cerf du territoire. Il est découvert par Hubert, mais comme celui-ci soupçonne Liesl de lui avoir procuré le fusil, il ne le dénonce pas, par égard pour elle. Cela a pour conséquence le licenciement d'Hubert.
Après s'être brouillée avec Hubert, Liesl rentre à Vienne, déçue. Ce n'est que des mois plus tard qu'elle apprend la vérité par hasard lors d'une fête d'atelier de Freiberg. Elle retourne chez son grand-père et retrouve Hubert, qui a entre-temps été réhabilité, lors d'une fête. Ainsi, le couple peut enfin être heureux ensemble.

## Fiche technique
- Titre original autrichien : Echo der Berge[3]
- Titre allemand : Der Förster vom Silberwald[4]
- Titre français : L'Écho des montagnes ou J'ai perdu mon cœur dans la forêt d'argent ou Le Garde-Forestier du Silberwald[5]
- Réalisateur : Alfons Stummer (de) assisté d'Alfred Solm
- Scénario : Friedrich Schreyvogl, Günther Schwab, Alfons Stummer (de), Alfred Solm (de) d'après une idée de Franz Mayr-Melnhof
- Musique : Viktor Hruby
- Photographie : Walter Tuch (de), Sepp Ketterer (de)
- Décors : Eduard Stolba (de)
- Son : Otto Untersalmberger
- Montage : Eleonore Kunze
- Production : Alfred Lehr
- Sociétés de production : Rondo-Film
- Pays de production :  Autriche •  Allemagne de l'Ouest
- Langue originale : allemand
- Format : Couleur - 1,37:1 - Son mono
- Durée : 88 minutes
- Genre : Heimatfilm
- Dates de sortie :
  - Autriche : 25 novembre 1954
  - Allemagne de l'Ouest : 8 février 1955
  - France : 2 décembre 1955

## Distribution
- Anita Gutwell (de) : Liesl Leonhard
- Rudolf Lenz (de) : Hubert Gerold
- Karl Ehmann (de) : Leonhard, conseiller municipal
- Erik Frey : Max Freiberg
- Hermann Erhardt (de) : Oberkogler, le bourgmestre
- Erni Mangold : Karin
- Albert Rueprecht (de) : Bertl Erblehner
- Lotte Ledl : Vroni
- Franz Erkenger : Kajetan
- Gerti Wiedner (de) : Barbara
- Walter Varndal (de) : Brandl
- Fritz Hintz-Fabricius : le prêtre